# Einar Lexow
Einar Jacob Knuthinge Lexow, född 22 oktober 1887, död 27 oktober 1948, var en norsk konstforskare.
Lexow arbetade från 1909 inom det museala området, var föreståndare för museala avdelningen vid Bergens museum från 1919 och blev 1923 filosofie doktor med avhandlingen Hovedlinjerne i entrelacornamentikkens historie. Lexow utgav för övrigt Norges kunst (1926) och Haakonshallen (1929).